# Eberhardův efekt

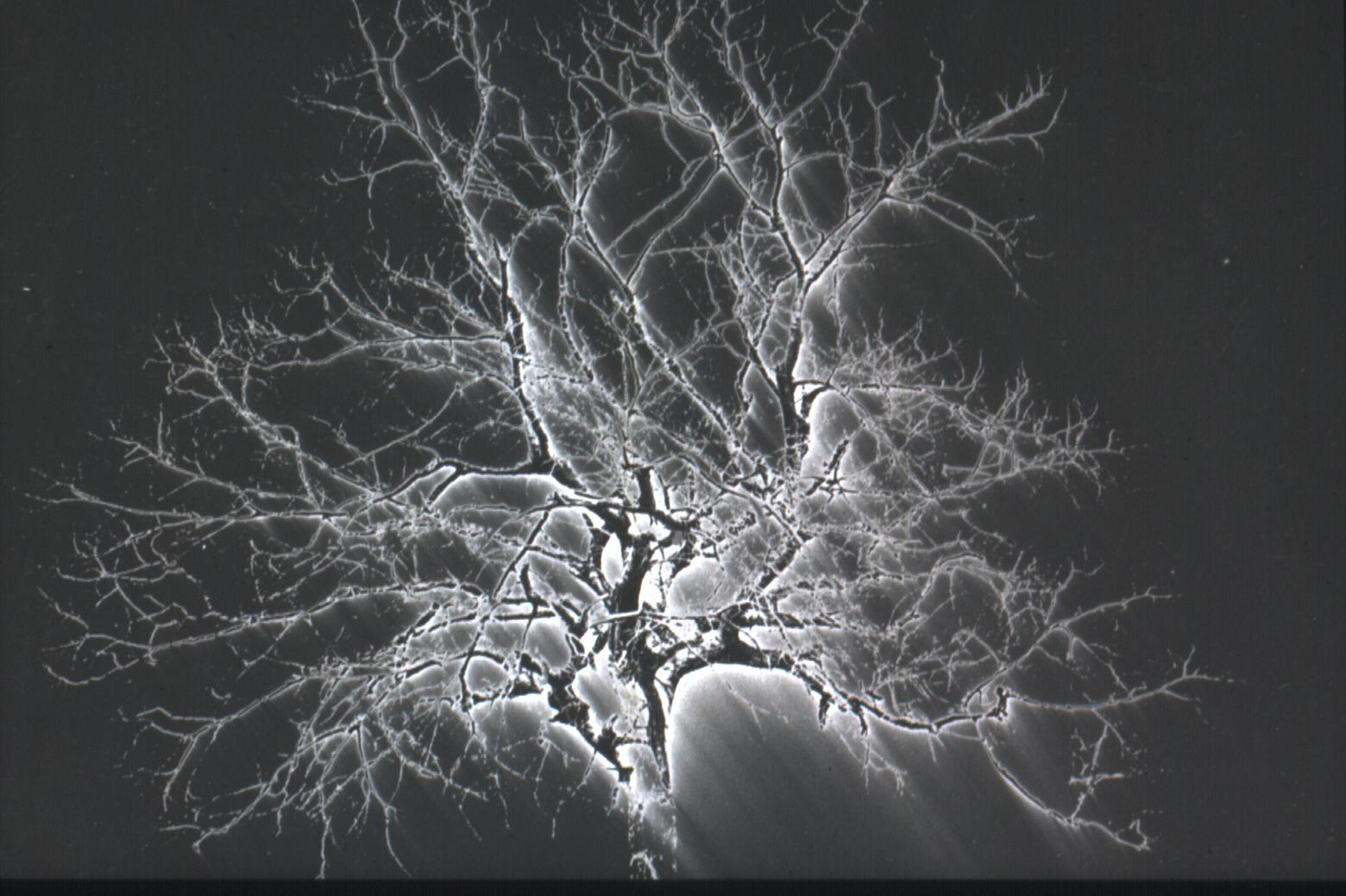
Negativ stromu s Eberhardovým jevem

Eberhardův jev, potažmo Eberhardův efekt nebo takzvaný okrajový jev je difúzní proces ve fotografické emulzi, vznikající v průběhu vyvolávání, který způsobuje zčernání obrazu v přeexponovaných oblastech. Svůj název nese podle německého astrofyzika Gustava E. Eberharda. V místě silného přeexponování se pozitiv vyvolá slaběji, protože vývojka se zde vyčerpává rychleji, než na okrajích. Difúzí se tak vývojka stahuje z okolních míst do tmavého místa. Eberhardův jev ztěžuje fotometrii plošných objektů a spekter a zvyšuje ostrost obrazu. Je možné jej snížit mícháním po dobu vyvolávání.
Eberhard publikoval své objevy v roce 1912, 1926 nebo roku 1931.